# 1171
سنة 1171 كانت سنة بسيطة تبدأ يوم الجمعة (الرابط يظهر نموذج التقويم الكامل للسنة) من التقويم اليولياني.

## وفيات
- أحمد بن سليمان.
- العاضد لدين الله.